# Solčany
Solčany (1927 bis 1948 slowakisch „Selčany“; ungarisch Szolcsány) ist eine Gemeinde in der Westslowakei. 

## Lage
Sie befindet sich zwischen dem Fluss Nitra im Westen und dem Tribetzgebirge im Osten. Die (ehemalige) Bezirksstadt Topoľčany liegt 3 km nach Nordwesten.
Der Ort wurde zum ersten Mal 1235 als Scelchan schriftlich erwähnt.

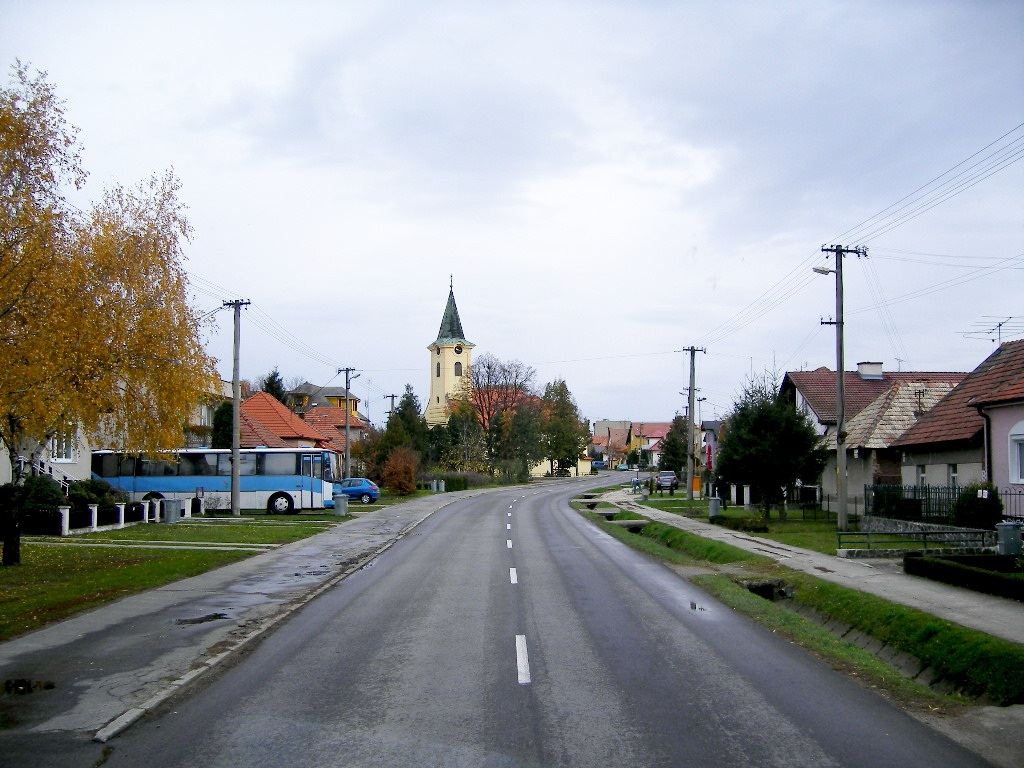
Hauptstraße

## Bevölkerung
| Jahr                | 1994 | 2004    | 2014    | 2024 |
| ------------------- | ---- | ------- | ------- | ---- |
| Anzahl der Personen | 2318 | 2499    | 2475    | 2475 |
| Unterschied         |      | +7,80 % | −0,96 % | +0 % |

| Jahr                | 2023 | 2024    |
| ------------------- | ---- | ------- |
| Anzahl der Personen | 2515 | 2475    |
| Unterschied         |      | −1,59 % |

## Persönlichkeiten
- Artur Odescalchi (* 1836 in Szolcsány; † 1924), ungarischer Fürst
- Anton Ondruš (* 1950), ehemaliger slowakischer Fußballspieler